# George Wood (homme politique canadien)
Pour les articles homonymes, voir George Wood et Wood.
George Ernest Wood (6 octobre 1888-1er août 1966) est un homme politique canadien de l'Ontario. Il est député fédéral libéral dans la circonscription ontarienne de Brant de 1935 à 1945.

## Biographie
Né à Onondaga (comté de Brant) en Ontario, Wood étudie à l'école secondaire #4 d'Onondaga. Il entame une carrière publique en siégeant comme conseiller régional du comté de Brant et dans divers conseils scolaires.
Élu en 1935 et réélu en 1940, il est défait en 1945.